# Langhaus (Kirche)

Langhaus einer Basilika

Als Langhaus wird der – grundsätzlich langgestreckte – Hauptteil eines traditionellen Kirchenbauwerks im christlichen Abendland bezeichnet und im deutschen Sprachgebrauch vom Chor unterschieden. Zwischen beiden kann sich eine Vierung befinden, an die rechts und links die Arme des Querhauses anschließen. Das Langhaus kann einschiffig sein oder aus mehreren parallelen Schiffen bestehen, dem Mittelschiff (Hauptschiff) und wenigstens einem, typischerweise zwei, manchmal drei oder vier Seitenschiffen.

## Begriffe

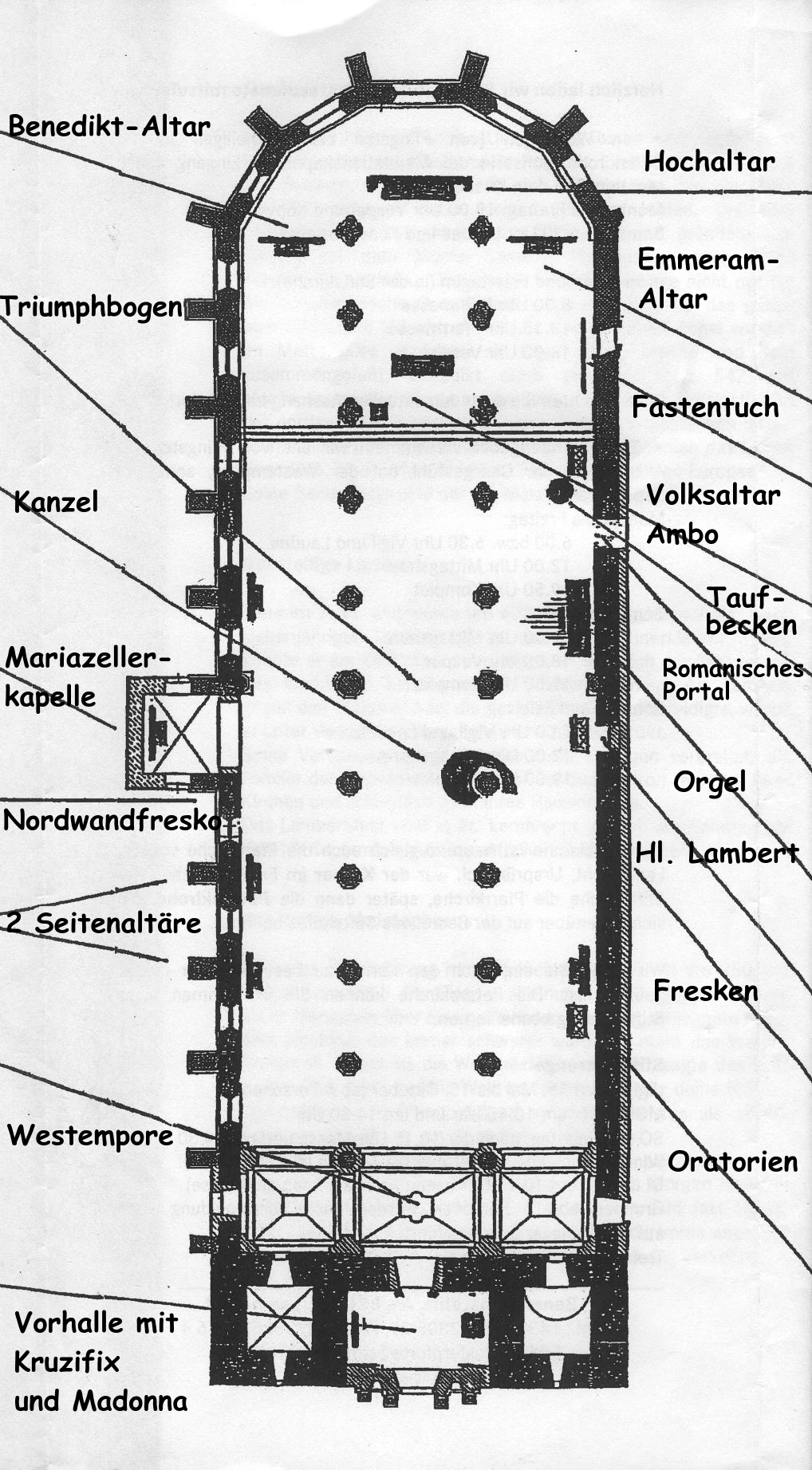
Stiftskirche St. Lambrecht, Steiermark, ein Langhus im nordeuropäischen Sinn

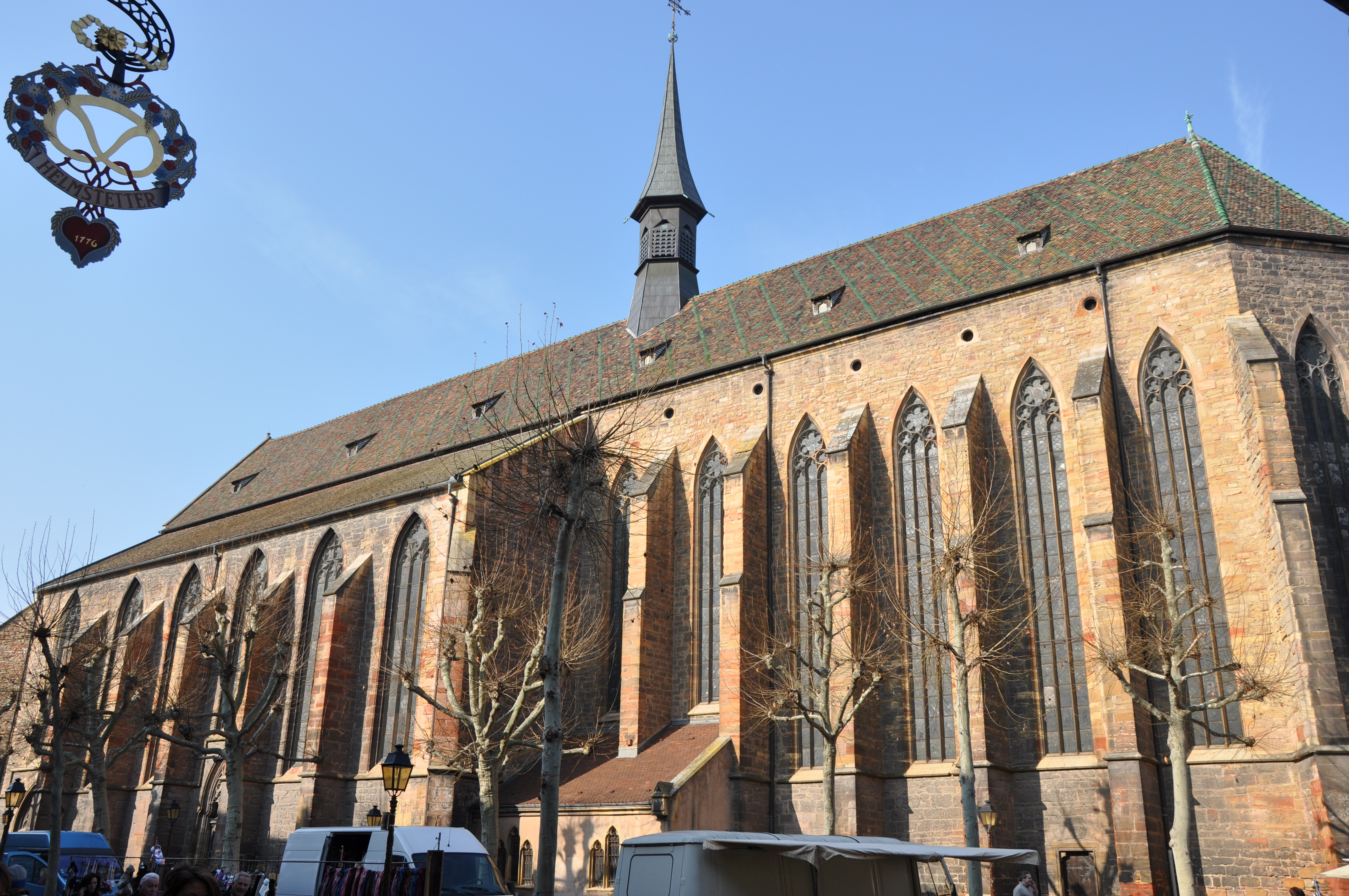
Dominikanerkirche in Colmar, Elsass: Langhaus als Staffelhalle, einschiffiger Chor, kein Querhaus

Die Wortwahl Langhaus ist eindeutiger als die in vielen Fällen synonym verwendeten Bezeichnungen Schiff (auch für parallele Raumteile, s. o.) oder Kirchenschiff (auch für die ganze Kirche außer dem Turm). Wegen dieser Vieldeutigkeit wird die Bezeichnung Langhaus auch dann verwendet, wenn der Gebäudeteil westlich der Vierung kürzer als breit ist, beispielsweise aus drei Schiffen zu je zwei Jochen besteht.

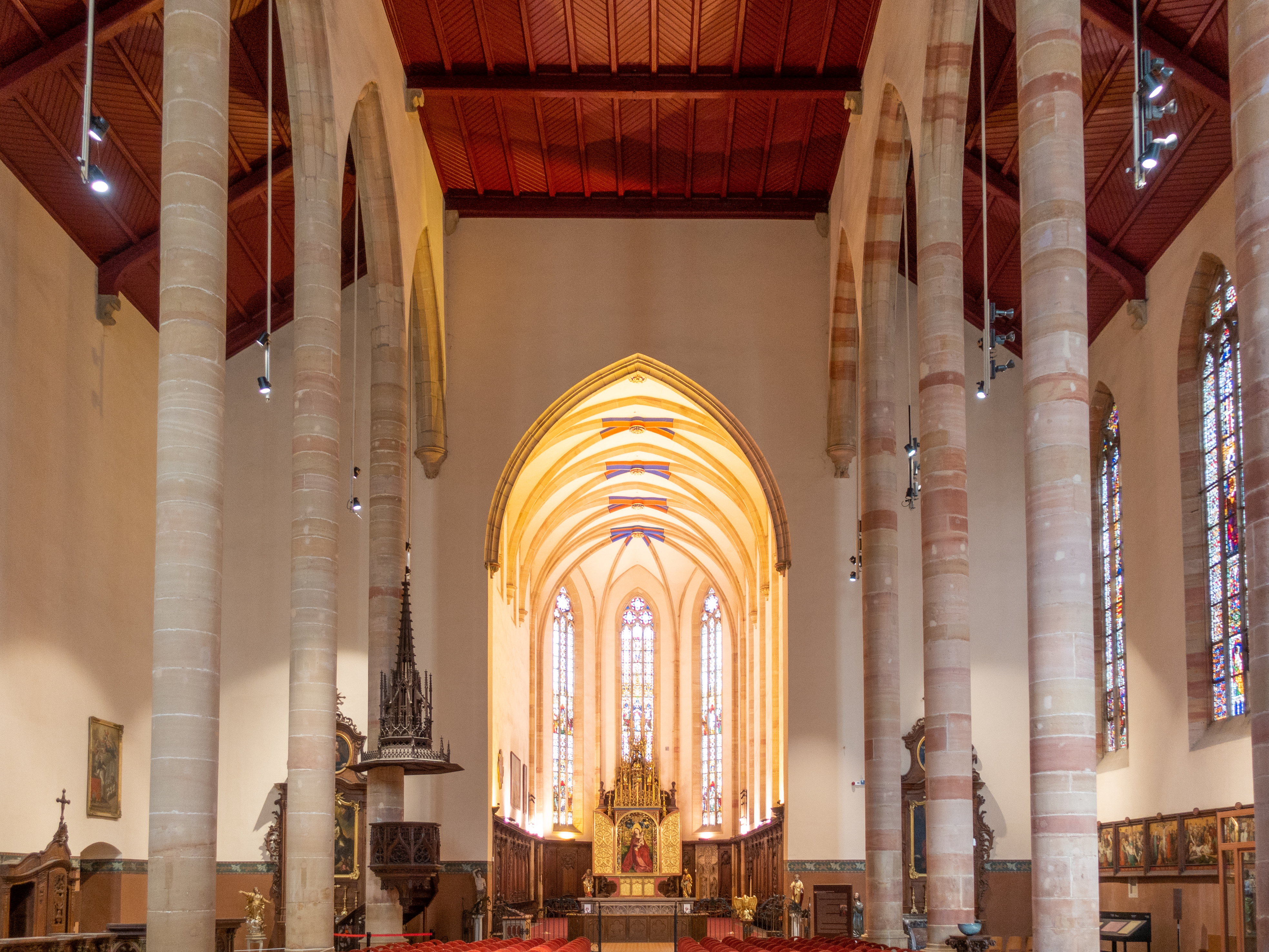
Dominikanerkirche in Colmar, Blick aus dem holzgedeckten Langhaus in den kreuzrippengewölbten Chor

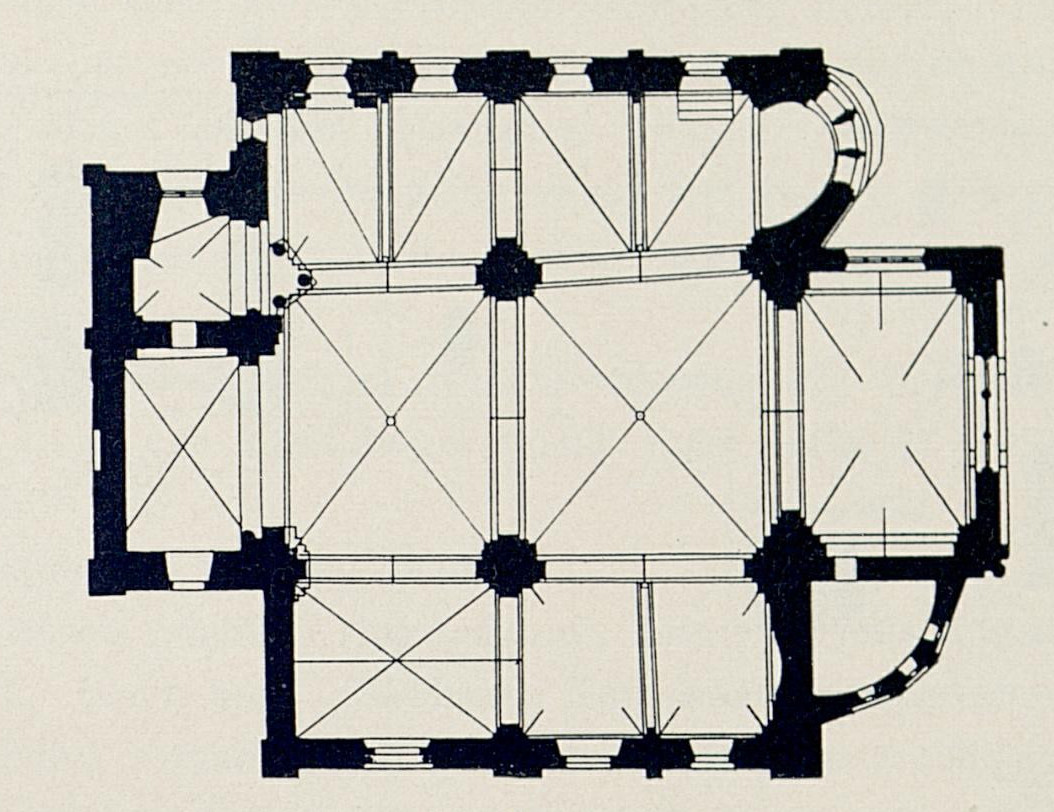
Hohnekirche in Soest, zweijochiges dreischiffiges Langhaus, Chor aus einem einzigen Joch

Im Unterschied zur deutschen Terminologie wird in nordeuropäischen Sprachen mit dem Wort Langhus ein Bautyp von Kirchen bezeichnet, bei dem das Langhaus (im deutschen Sinne) nicht vom Chor abgegrenzt ist. Bei ausländischen Bauwerken gelangen immer wieder Worte mit gleicher Etymologie in anderssprachiger Bedeutung in deutsche Beschreibungen.
Im Niederländischen ist der Begriff Schip im Kirchenbau weniger vieldeutig als im Deutschen, weil in den Niederlanden die parallelen Raumteile üblicherweise als Beuken („Bäuche“) bezeichnet werden, also Middelbeuk und Zijbeuken.
In Klosterkirchen kann die Funktion des Chors bis ins architektonische Langhaus reichen. So besteht die Kirche des Stiftes Heiligenkreuz in Niederösterreich aus einem basilikalen Langhaus und einem Hallenchor, aber das Chorgestühl für die Chorherren steht im östlichsten Joch des Mittelschiffs des Langhauses.

## Aufbau
Das Langhaus hat in der Regel einen rechteckigen Grundriss. Ist es in mehrere (Teil-)Schiffe unterteilt, so werden diese voneinander durch Arkaden getrennt.

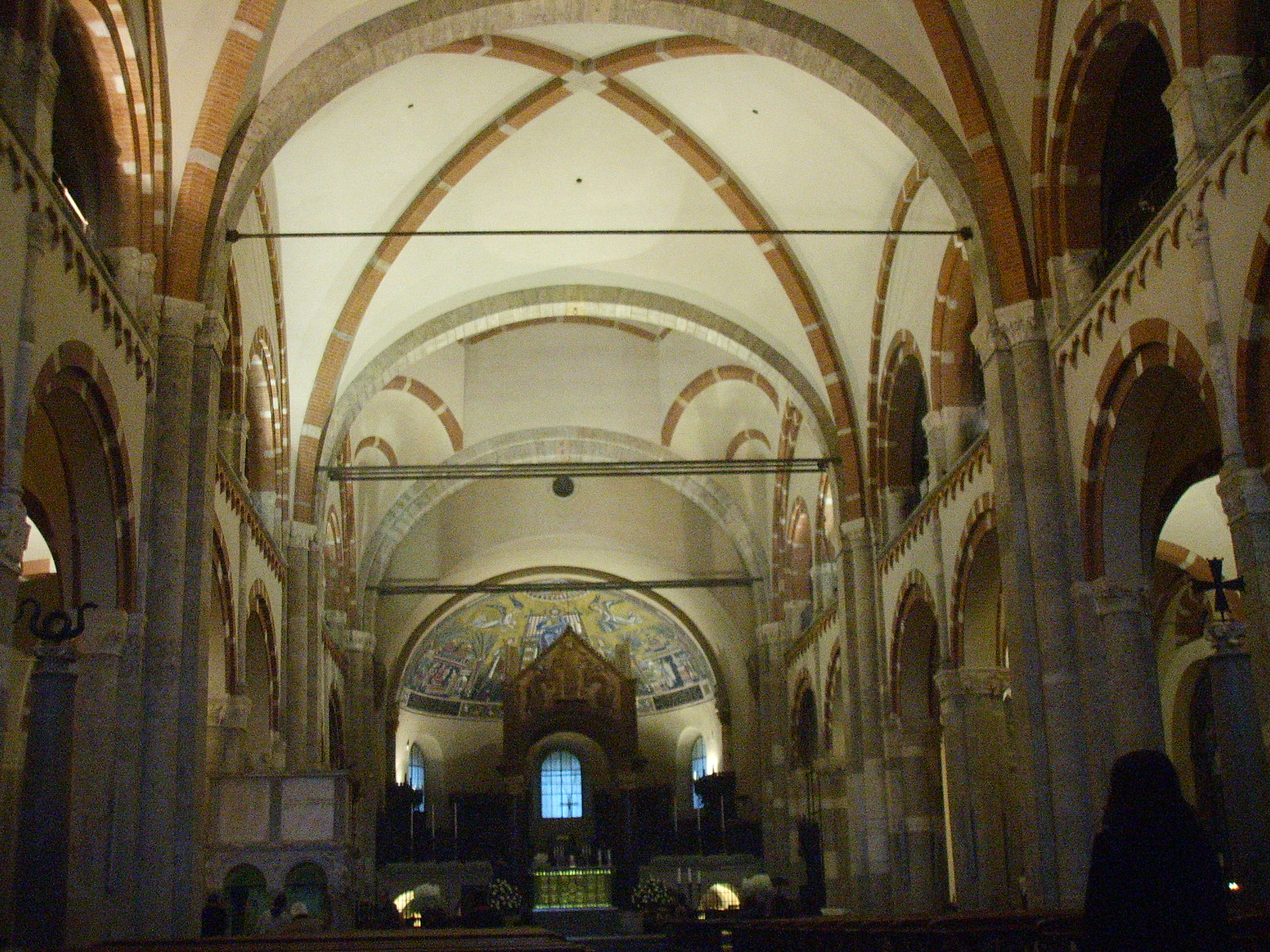
Sant’Ambrogio in Mailand, bis 1128 zur Hallenkirche mit gebundenen System umgebaut, östliches Langhausjoch durch Planänderung mit achteckigem Laternenturm auf Trompen, Querhaus und Apsis noch antik

### Längsschnitte
Die Anzahl der Joche von Mittelschiff und Seitenschiffen ist meistens gleich, aber nicht immer; beim gebundenen System hat jedes der Seitenschiffe doppelt so viele Joche wie das Mittelschiff. So können alle Joche annähernd quadratisch sein, obwohl das Mittelschiff doppelt so breit ist wie die Seitenschiffe.

### Querschnitte
Bei Basiliken tragen die Arkaden die Hochschiffswände, deren Fenster, Obergaden genannt, das Mittelschiff belichten. Wenn das Mittelschiffsgewölbe ganz oberhalb der Seitenschiffsgewölbe liegt, aber die Hochschiffswände keine Fenster haben, liegt die Bauform einer Pseudobasilika vor.
Eine Hallenkirche hat ein mehrschiffiges Langhaus ohne oder mit nur geringfügigen Höhendifferenzen der Schiffe untereinander.
Unter den Kirchen mit Hallenchor gibt es allerdings auch solche mit einschiffigem Langhaus. In Frankreich finden sich derartige Verbindungen häufiger als in Deutschland.

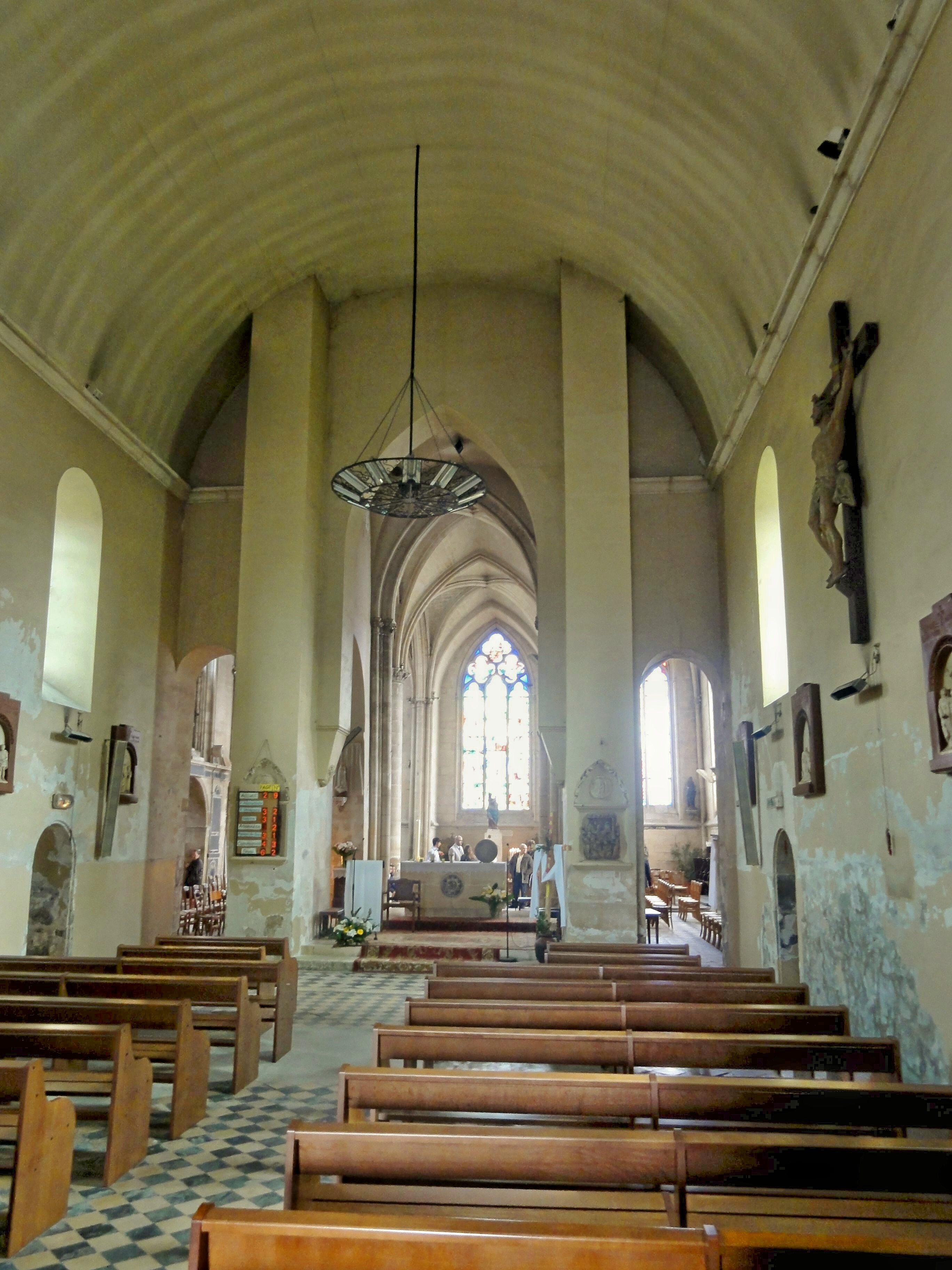
Ste-Maure-et-Ste-Brigide, Nogent-sur-Oise, Blick aus dem romanischen Langhaus zum gotischen Hallenchor

Hallenkirchen mit Höhenunterschieden zwischen den Schiffen werden als Staffel- oder Stufenhallen bezeichnet. Die Gewölbe können in gleicher Höhe ansetzen und unterschiedlich hohe Scheitel haben, sie können an den Pfeiler in gleicher Höhe ansetzen, aber mit höheren Schildbögen im Mittelschiff, oder die Mittelschiffsgewölbe können schon an den Pfeilern höher ansetzen als die Seitenschiffsgewölbe. Eine scharfe Abgrenzung zwischen den Begriffen Stufenhalle und Pseudobasilika gibt es nicht, ohne dass sie gleichbedeutend wären. In Hallenkirchen mit gemauerten Gewölben können die Bögen zwischen den Schiffen sehr unauffällig sein; in solchen Fällen spricht man weniger von Arkaden als von Scheidbögen.

Ste-Maure-et-Ste-Brigide, Nogent-sur-Oise, Nordfrankreich, Langhaus u. Querhaus 11./12. Jh., dreischiffiger Chor 13. Jh.

An Dachlandschaften von Pseudobasiliken und Hallenkirchen gibt es eine große Vielfalt, und nicht immer lässt sich aus der Außengestalt auf den Querschnitt des Innenraums schließen.
In Hallenkirchen können die Schiffe völlig gleichwertig sein. Bei zweischiffigen kann dann der Chor um eine halbe Schiffsbreite gegen jedes der Langhausschiffe versetzt sein. Aber auch in Hallenkirchen können Mittelschiff und Seitenschiffe sehr unterschiedliche Breiten haben. In Basiliken, Pseudobasiliken und Stufenhallen haben die Schiffe notwendigerweise unterschiedliche Ränge. Der Chor mit dem Hauptaltar schließt dort üblicherweise an das Hauptschiff des Langhauses an. In drei- und mehrschiffigen Langhäusern ist fast immer das mittlere oder eines der mittleren Schiffe das Hauptschiff, aber in schrittweise erweiterten Kirchen können auch zwei Seitenschiffe nebeneinander einseitig neben dem Hauptschiff liegen. Seitenschiffe können kürzer sein als das Mittelschiff, aber auch länger. Letzteres findet sich, wo Kirchen erweitert wurden, nachdem das Westende des Mittelschiffs schon durch den ihm vorgestellten Turm festgelegt war.
Eine Saalkirche zeichnet sich dadurch aus, dass die Deckenkonstruktion sowohl des Langhauses als auch des Chors nur von den Umfassungsmauern (eventuell einschließlich Wandpfeilern) getragen wird.

### Decken und Gewölbe
Langhäuser des frühen Mittelalters (Anfang 11. Jh. und früher) kamen zunächst ohne steinerne Einwölbungen aus und waren von den nach unten offenen Dachstühlen überdeckt, wie etwa bei St-André (Saint-André-de-Bâgé). Vor allem in südlichen Ländern, aber auch in England, waren bis an die Dachschrägen reichende Kirchenräume von der Antike über das Mittelalter bis in die Neuzeit verbreitet. Viele Kirchen hatten Holzbalkendecken. Hatte die spätantike Vatikanbasilika mit relativ einfachen und „offenen“ Dachstühlen ein mehr als 18 m breites Mittelschiff gehabt, so begrenzte im Laufe des Mittelalters ein zunehmender Mangel an Bauholz die Spannweiten flacher Holzdecken. Als respektabler galten im Mittelalter Gewölbe. Kuppelgewölbe, Tonnengewölbe und Kreuzgratgewölbe gab es schon seit der Antike. Gegen Ende der Romanik kamen Kreuzrippengewölbe auf, die dann zum Markenzeichen der Gotik wurden und noch verfeinert wurden, etwa zum Sterngewölbe. Bettelorden war es eigentlich verboten, die Langhäuser ihrer Kirchen einzuwölben, aber seit dem 14. Jahrhundert setzten sich viele Klöster über dieses Verbot hinweg.

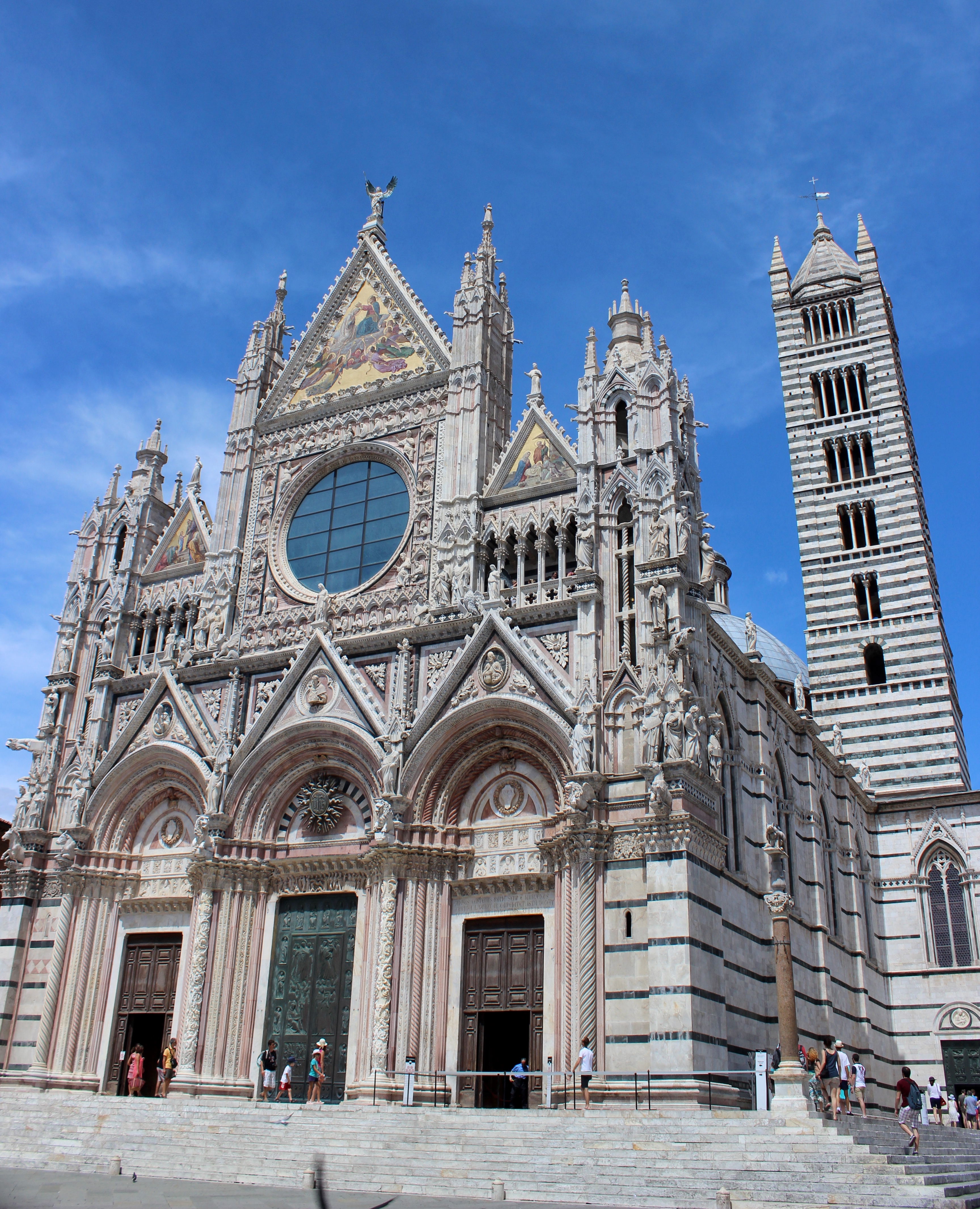
Dom zu Siena, gotische Westfassade 1284 bis etwa 1317

Steingewölbe boten zwar einen gewissen Brandschutz, sind aber wegen ihres hohen Gewichtes von der Statik her nicht unproblematisch. Insbesondere an vielen ländlichen Kirchen sind nachträglich verstärkte Strebepfeiler zu erkennen. Erhebliche Spannweiten waren auch mit hölzernen Tonnengewölben möglich, die durch ihr geringeres Gewicht weniger Seitenschub bewirkten, in Deutschland vielerorts beim Wiederaufbau von im Dreißigjährigen Krieg zerstörten Kirchen verwendet. In England, wo die meisten Pfarrkirchen, auch große Stadtkirchen, immer Langhäuser mit hölzernen Deckenkonstruktionen hatten, kam in der Zeit der Gotik der virtuose Hammerbeam Roof auf.

### Stirnseiten
Die westliche Fassade des Langhauses und dem darin ausgesparten Portal erfuhr im Mittelalter oft besondere künstlerische Gestaltung, es sei denn, ein Westbau wurde davorgesetzt oder war beabsichtigt. Untergeschosse von Westtürmen konnten als Vorraum dienen oder auch in das Langhaus mit einbezogen sein. das Gleiche gilt bei Zweiturmfassaden auch für das Joch zwischen den Türmen.
Nach Osten war das Langhaus oder das Mittelschiff des Langhauses meistens durch einen Triumphbogen begrenzt. Kirchen mit einer Vierung konnten auch zwei Triumphbögen hintereinander haben.

### Emporen

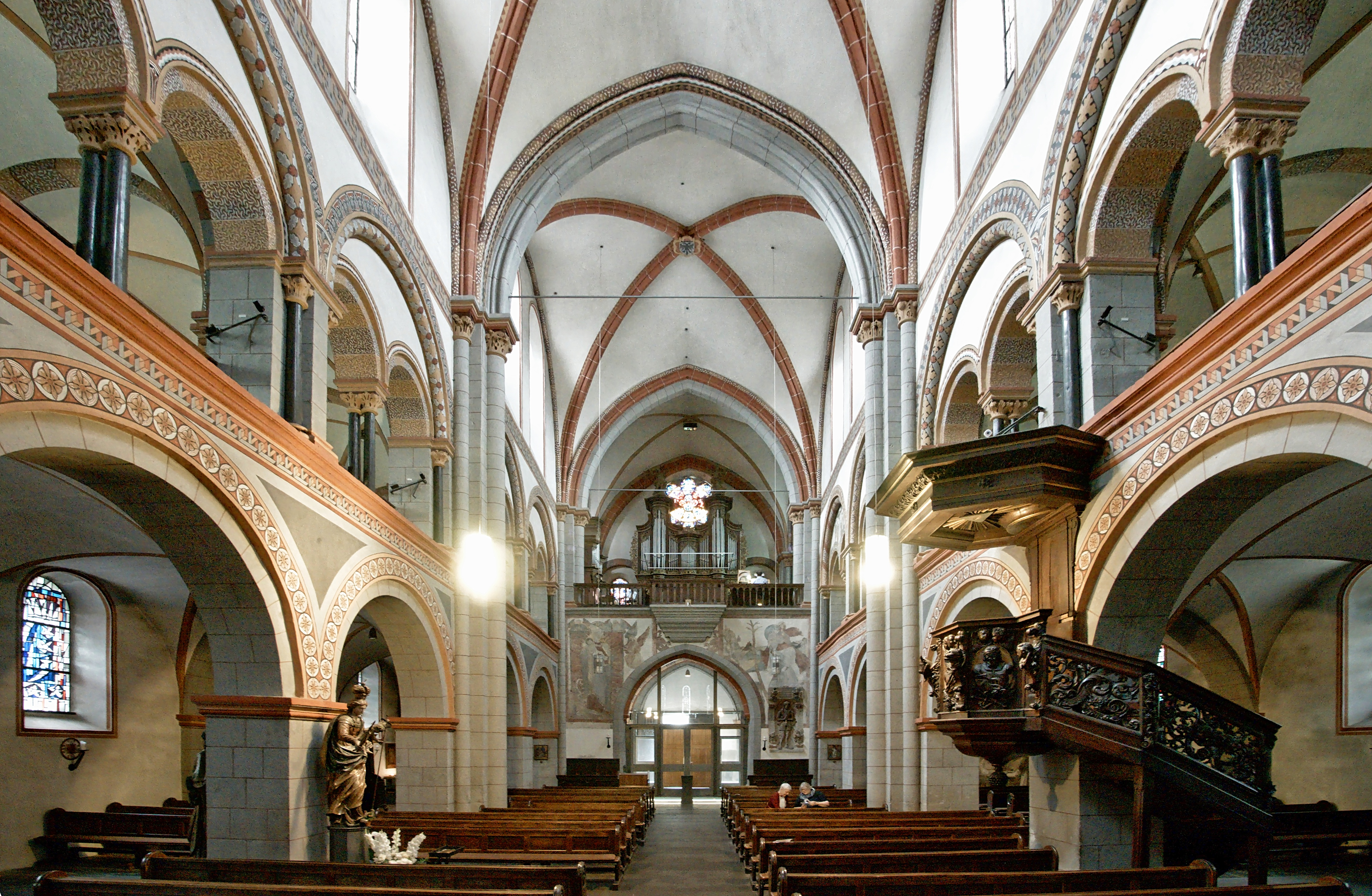
Emporenbasilika mit echten Emporen: Liebfrauenkirche in Andernach, etwa 1198–1220, vor den Emporen Zwillingsarkaden, darüber ein Mittelschiffsjoch pro zwei Seitenschiffsjoche, also gebundenes System

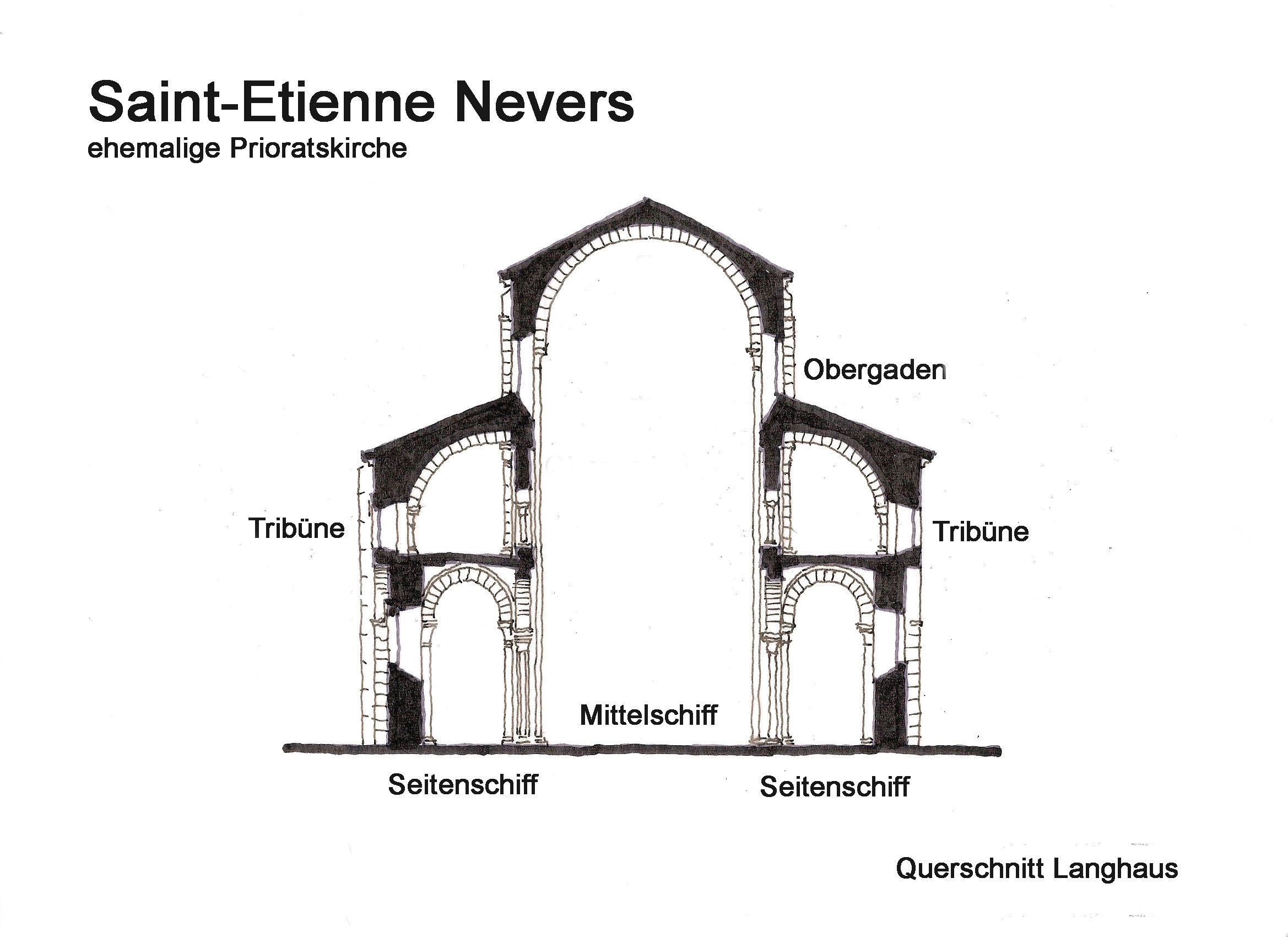
St-Étienne in Nevers: romanische Emporenbasilika, 1068–1097, Tonnengewölbe über dem Mittelschiff, Halbtonnen über den Emporen, Kreuzgratgewölbe darunter

In nicht wenigen Kirchen aus Romanik und Frühgotik sind die Seitenschiffe des Langhauses in zwei Etagen gebaut, vor allem bei Pilgerkirchen, wie etwa in St-Étienne de Nevers. Das obere Geschoss wird als Empore bezeichnet (im Französischen oft als tribune, im Englischen oft als gallery); diese öffnen sich in jedem Joch zum Mittelschiff mit Arkaden, die nicht selten als Zwillings- oder Drillingsarkaden ausgeführt sind, teilweise zusätzlich mit Maßwerk verziert. Zu Beginn der mittelalterlichen Einwölbung von Basiliken hatten die Emporen vor allem statischen Zweck. In Pilgerkirchen wurden echte Emporen in romanischer Zeit als zusätzliche Nutzfläche zum Aufenthalt von Pilgern angeboten, deren Anzahl zu Beginn des 12. Jahrhunderts stark zunahm, insbesondere auf dem Jakobsweg nach Santiago de Compostela. Über den Emporen aber unterhalb der Obergaden gab es als zusätzliches Geschoss die Triforien; sie konnten als Laufgänge ausgeführt sein, oder auch als Blendtriforien nur der Wanzier dienen. Seltener sind „unechte Emporen“, die, etwa wegen mangelnder lichter Höhe, nicht für eine Nutzung geeignet waren. Sie hatten lediglich gemeinsam mit ihren Gewölben konstruktive Aufgaben als durchlaufende Strebewerke oder auch zu Wartungszwecken. Zu ihnen führten meist keine frei zugänglichen Treppen hinauf. Seit der Reformation wurden viele protestantische Kirchen mit seitlichen Emporen gebaut oder nachträglich mit solchen Emporen ausgestattet, weil erst in dieser Zeit Gestühl für gewöhnliche Gläubige aufgestellt wurde. Dadurch stieg der Platzbedarf in den Kirchen, die aber nicht zu groß werden sollten, damit alle Kirchgänger die Predigt verstehen konnten.
Äußerst selten sind „Scheinemporen“, wie etwa in Notre-Dame de Châtel-Montagne oder in St-Étienne de Vignory, bei denen Triforien oder Biforien die Emporen vortäuschen. In den Seitenschiffen fehlen jedenfalls die Geschossdecken, die für Emporen erforderlich wären.

## Schematische Darstellung

Mittelschiff
Seitenschiffe
Langhaus
Querhaus (nördlicher Querarm, Vierung, südlicher Querarm)
Vierung
Binnenchor
Apsis